# 竹内巨麿
竹内 巨麿（たけうち きよまろ、1874年5月12日? - 1965年1月27日）は、日本の宗教家である。1900年（明治33年）に皇祖皇太神宮天津教（以下、天津教）を創立した。天津教の聖典であり、古史古伝のひとつである『竹内文書』を執筆したことでも知られる。出生名は岩次郎であり、ほかに経基（つねもと）とも名乗った。

## 生い立ちと天津教創立までの経歴

### 史実上の経歴
1874年（明治7年）、新川県新川郡新保村（後の富山県富山市）の寡婦・杉政みつの私生児として生まれる。父親は資料によって揺れがあり、『特高月報』1936年（昭和11年）4月号においては出稼ぎ中の木挽であった森山勇吉、同1937年（昭和12年）8月号においては姓不詳の木挽・竹次郎とある。生後まもなく婦負郡神明村（後の富山市）大字下野の小作農、竹内庄蔵の養子となる。出生名は岩次郎であり、戸籍上の出生日は5月12日である。
1891年（明治24年）に養父の死に伴い家を相続するも、1892年（明治25年）7月に単身上京する。石工および人夫頭であった竹橋松五郎家に寄宿した。彼は東京市神田区（後の東京都千代田区）美土代町の竹橋家に、宝物と称する荷物を預けていたこと、これによって6尺 (1.8 m)の押入れが一杯になり、同区三河町の火葬場人夫・岩田金六家などにも荷物を預けていたことが報道されている。その後、1893年（明治26年）ごろ、脚気をわずらったことをきっかけに、神田区錦町の御嶽教会に入信する。同教管長であった鴻雪爪の助言のもと、病気治療のため鞍馬山に出立し、5年間、六部として各地の古墳・神社・仏閣などをめぐったという。
1898年（明治31年）11月に御嶽教に戻り、9月22日に名前を岩次郎から経基と改名する。藤原明は、彼が竹内家が清和源氏の流れもくむと考えていたことから、その祖である源経基の名前を借りたのであろうと論じている。1899年（明治32年）、御嶽教の行者として立ち寄った茨城県多賀郡北中郷村（後の北茨城市）磯原にて雨乞いを成功させ、これに感激した地元の住民である松崎新八が世話を申し出たことにより当地に移り住む。『特高月報』によれば、『竹内文書』の執筆も、この年からすでにはじまっていたという。1900年（明治33年）には同地において御嶽教天津教会を開いた。

### 宗教上の経歴と竹内家のルーツ

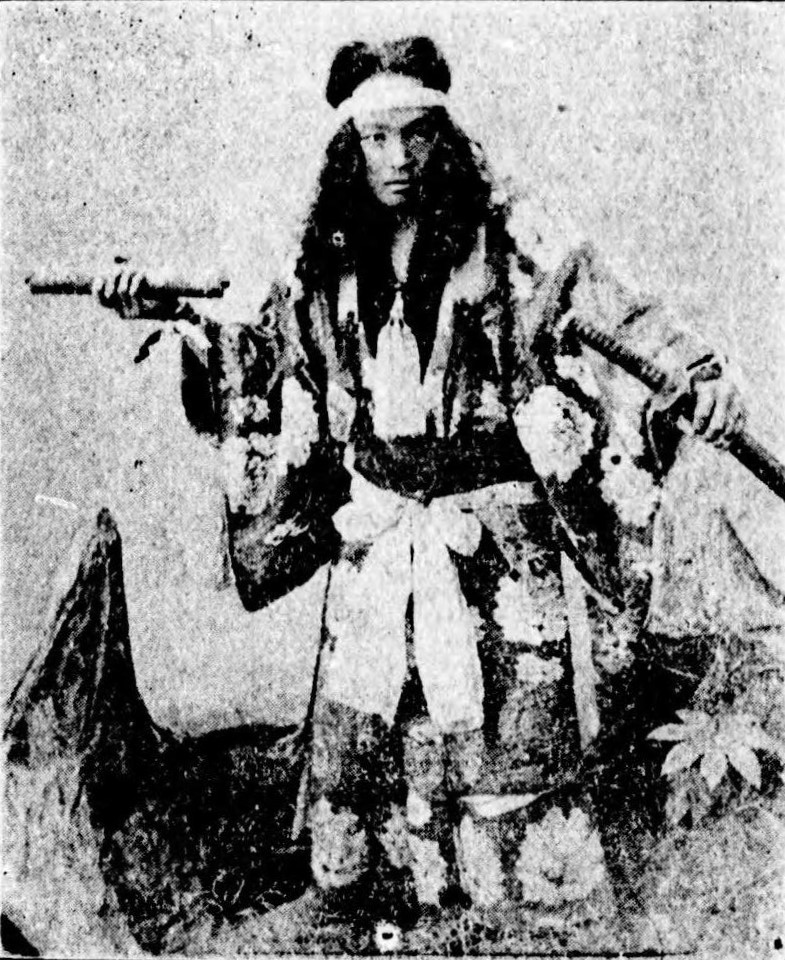
行者時代の巨麿。1897年（明治30年）ごろの撮影か。

天津教において、皇祖皇太神宮は、神武天皇以前の太古天皇が祭主を務めていた神社であるとされる。太古の天皇は、世界の支配者として天空浮船（）なる乗り物で世界を巡幸し、モーゼ・釈迦・孔子・キリスト・マホメットといった古代の聖賢も、この神社で学んだとされた。しかし、度重なる天変地異によって太古日本は衰微し、こうした日本の栄華は忘れ去られることとなる。巨麿の養家である竹内家は孝元天皇の第4皇子・彦太忍信親王を祖とする家系であり、武内宿禰の代に「竹内」に姓を改めた。武烈天皇の時代には、天津教の分派にすぎない仏教がそれまでの伝統を圧迫するようになるが、宿禰の孫である平群真鳥は天皇の密旨を受け、死を偽装して越中国に潜伏することで、文献、すなわち『竹内文書』および神宝を、仏教勢力から密かに護ることに成功した。その後、南朝の後醍醐・長慶天皇を庇護せんとした竹内家は、足利氏・一向一揆・前田氏といった当地の諸勢力から迫害を受け続けた。これにより、竹内家は巨麿の10数代前に神代以来の名社であった皇祖皇太神宮の神官職を失い、竹内家は神宝のみを受け継ぐに至ったという。
竹内個人の伝記としては、長峰波山が本人の口述をまとめた『明治奇人今義経鞍馬修業実歴譚』と、同書を下敷きとする、巨麿の長男である竹内義宮がまとめた『デハ話ソウ』がある。これらの書籍によれば、彼は伯爵・庭田重胤が伊勢神宮の遷宮にあたって勅使として出向した際、祭主・藤波光忠の娘である奈保子との間にもうけた子供であった。しかし、奈保子は暴漢に襲われ自害し、巨麿は従者の下西九左衛門とともに落ち延びる。その後、巨麿は下西の遠戚である竹内三郎右衛門家に迎え入れられることとなり、身の安全を護るため、巨麿は竹内家が以前むかえていた養子である岩次郎とすりかえられる。17歳のとき、養父は死亡し、彼は母の仇をうつべく鞍馬山で修行し、諸国を巡ったという。彼は磯原で仇がすでに死んでいることを知り、生きる意味を失い自害を試みるも神に留められ、同地で天津教を興すこととなる。無論、これらの話は戸籍上の事実と、竹内の宗教家としての正当性に、辻褄を合わせるためのフィクションである。

## 教主としての経歴

### 明治・大正期の活動

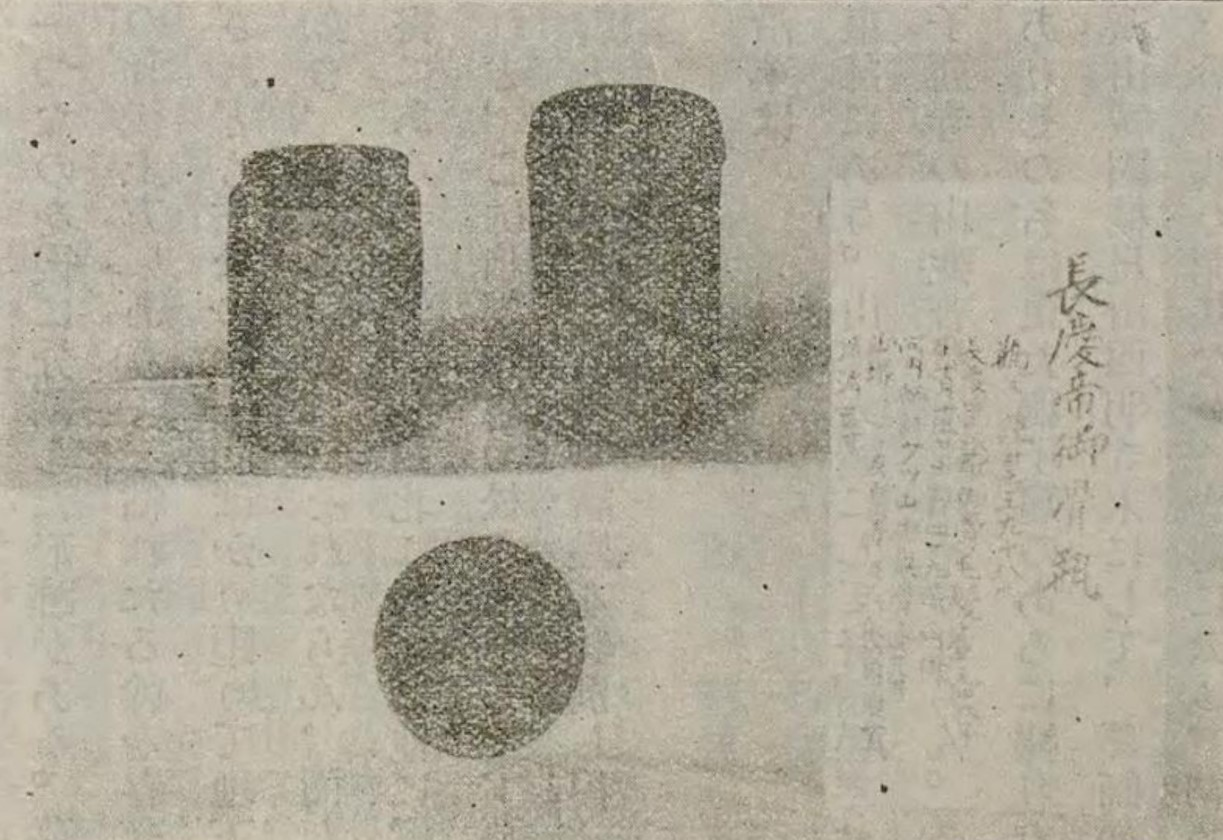
長慶天皇の「御骨毛髪壺」。竹内家伝来の「神宝」のひとつ。

1902年（明治35年）、彼は御嶽教本庁より権大教正に任ぜられた。1911年（明治44年）には御嶽教の国常立尊および、天津教の天御光太陽貴王大神大光日大神（）を祀る神殿を建立する。1923年（大正12年）には神職の資格を得て、翌年の1924年（大正13年）には南中郷村（後の北茨城市）の無格社である小渡神社・素戔神社・大塚神社の社掌となる。このように、竹内は磯原で、御嶽教の教師として活動しながらも、彼にとってのこうした資格は「布教便宜若は世人の信用を得んとする為の手段」にすぎず、自らの持つ「宝物」を、世に広く知らしめるべく活動をおこなっていた。
1922年（大正11年）には「日蓮聖人の真筆五幅と他三点」を公開したほか、1925年（大正12年）には祖父より譲渡された神宝の数を、同じく譲渡された「神代系図」にそろえるためという名目で、福島県石城郡（後のいわき市）の鋳物師である工藤源吉に神宝の鋳造を依頼している。1925年（大正13年）には大中臣親綱および、御嶽教管長であるという神宮保壽なる人物とともに、神宝を公開している。当時の竹内の文献喧伝の中心は南朝の遺物であったが、大中臣が1928年（昭和3年）に発表した「神代の神祇資料発見」においては、「天下万国支那国の政法を定め、天下を巡察あらせ給ふ」と、天皇の世界巡察説といった気宇壮大な世界観をふくむ、「神代文字神体宝の巻」なる文献の存在が紹介されている。このことから、藤原は『竹内文書』の本格的な成立は少なくとも大正13年までさかのぼることができる出来事であると述べている。
またこの年、竹内は南中郷村の村民とともに、宮内大臣あてに後醍醐天皇御陵であるとの伝承がある素戔神社の塚の調査請願を送っているが、にべもなく無視されている。翌1926年（大正14年）には、郷里である神明村に戻り、同地の日吉神社こそが皇祖皇太神宮の後裔であるとして、村長の藤田仁三郎の付き添いのもと、神主の吉尾茂清を訪ね、神主職の譲渡と賛同をもとめた。吉尾は賛同は不可能であるとしながらも、神主職の移行には応じたが、結局はこれも地元の反対により実現しなかった。同年、教会は花崗岩造の大鳥居の奉納を受けている。

### 中央進出と教勢の拡大
1927年（昭和2年）、同じく御嶽教の教師であった高畠康次郎を説得し、磯原の神宝を拝観させる。高畠はこれらの神宝に感動し、発熱して1週間床に伏せるほどであったという。高畠は以後『竹内文書』を深く信じるようになり、竹内の懐刀として活動するようになる。高畠は文書の奉安殿を東京につくるべく協力者を探し、大日本忠愛会なる団体を主宰する前田常蔵と接触する。前田は各界の名士に実際に神宝を見せることこそが、奉安殿の設立に有効であると熱弁し、7月より前田を中心とするロビー活動がおこなわれるに至った。
1928年（昭和3年）3月29日、竹内らは公爵・一条実孝、海軍大将・有馬良橘などを磯原に呼び寄せ、「神代文字神霊宝巻」なる文献を拝観させた。この2ヶ月後にあたる5月には陸軍大将の本郷房太郎が同文献を拝観し、「日本に文字の起源ありとは、実に得がたき文化の発祥地といわねばならぬ」と感激したという。本郷は昭和天皇后・香淳皇后の父である久邇宮邦彦王の宮務監督であり、前田らは本郷の拝観を久邇宮の名代としてであると喧伝した。この結果、磯原には多くの名士が集まるようになり、この年には社務所・祈祷所の新築寄進を受ける。
こうした拝観者のひとりであったのが、酒井勝軍である。酒井はキリスト教系神秘主義者であり、シオニズムと日本の神政復古を同一視していた。酒井は聖書と記紀神話を物的証拠によって結びつけるべく、ヨシュアが12支族の代表者に割り当てたという12の石を探しており、実業家の奥田亀造を介して高畠および前田に接触し、そうした石の所在を尋ねた。前田は石はたしかに磯原に所在すると断言し、1929年（昭和4年）3月10日に実際にその石を見せた。ここで「発見」された石は、モーセが天皇に献上した「裏十戒」を記したもので、竹内によればその後モーセはエジプトに戻ってユダヤ人を導き、その後ロミュラスを名乗りローマ帝国を建国したという。酒井はこれに感激し、以来『竹内文書』をベースに世界史における日本の中心性について論述するようになる。
ともあれ、天津教の教勢はいよいよ拡大し、茨城、福島、東京などを中心に信者の数は1万人を超えるほどとなり、年間の参拝者数は1500人を数えるほどとなった。1930年（昭和5年）には一条・有馬をはじめとする10数名の名士により、宝物を調査する研究機関設立の協議がもちあがったほか、東京奉安殿の造営にあたって加賀の前田氏から100万円の寄付が検討されるまでに至った。いわれは不明であるが8月10日、彼は自らの名前を経基から巨麿に改名している。また、この年の末、多額の献金を嫌った巨麿は、御嶽教本庁と「感情的に対立」し、教団を脱退している。

### 第一次天津教事件の打撃と教勢の回復

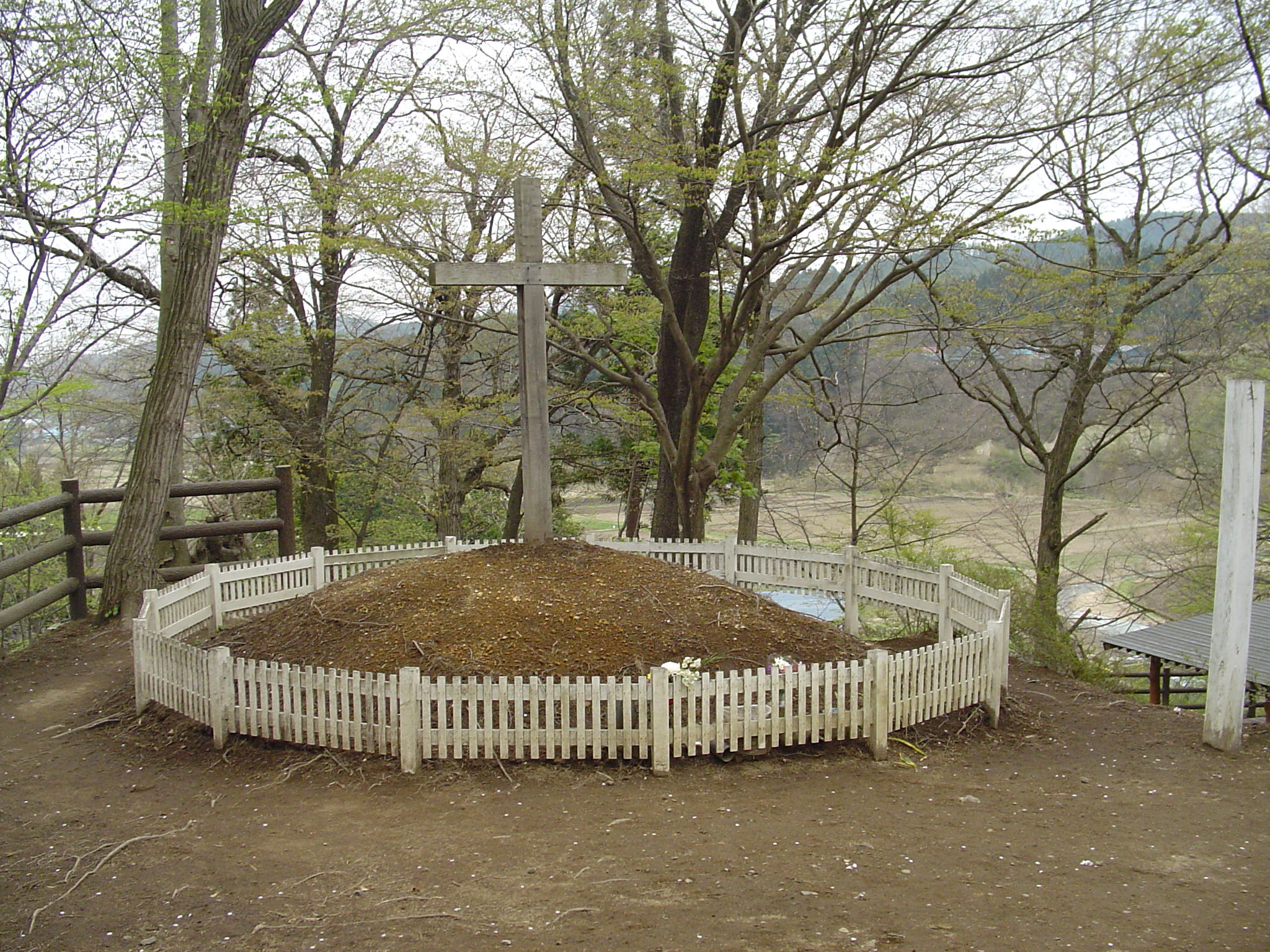
キリストの墓（2003年）。竹内が1935年（昭和10年）に発見した。

天津教が御嶽教から脱退したことも影響し、同年の12月5日、竹内は高畠・前田とともに詐欺の疑いで取り調べを受ける。立件こそなされなかったものの、教団は菊御紋章類似図形の使用、神宝の公衆供覧の禁止、建物・器物の一部改修棄却を命じられた。これにより、天津教は「信徒の大半は四散して教勢俄に衰退する」大打撃を受ける。
教勢を挽回すべく、竹内は静岡県浜松市に拠点を置く企業である神祇儒聖教と提携し、1931年（昭和6年）8月に「神祇儒聖教磯原支店」として教団を再興させる。翌9月には独立し、「合資会社天津教大司会庁」として活動を続けるも、1933年（昭和8年）6月には重ねて皇祖皇太神宮への衆庶参拝、守札・神符の頒布および神宝の公衆供覧が禁じられる。これにより信徒数は数百人程度にまで減少する。また、8月には鳥居の撤去が命じられている。
竹内は皇国日報社の経営者である木村錦洲と連携し、1934年（昭和9年）5月18日に教団を弘宣する『大日本神皇記』を刊行するも、同22日には発禁処分となってしまう。また、竹内は大本系の新宗教者である矢野祐太郎とともに神宝奉賛会を設立するも、これは両人の方向性の違いにより9月28日に解体されることとなる。この年の4月23日、酒井は広島県の葦嶽山がピラミッドであることを解明し、7月には竹内が「ピラミッド御神体石」と「弥広殿（）由来」を発見する。翌1935年（昭和10年）3月には竹内がモーゼの墓を、8月7日に青森県三戸郡戸来村（後の新郷村）でキリストの墓を発見したほか、10月10日に「キリストの遺言書」を公開している。
こうした中、国体明徴声明に代表されるように日本の国家主義はいよいよ高まりを見せており、こうした時勢に乗じる形で、天津教の信徒の数は千数百人ほどまで回復した。たとえばこの時期、1935年（昭和10年）6月27日には、陸軍中佐・安江仙弘が真崎甚三郎宅を訪問して磯原に行くよう誘い、真崎は実際に10月6日に神宝を拝観している。また、この年には頭山満も磯原を訪れている。

### 第二次天津教事件とその後

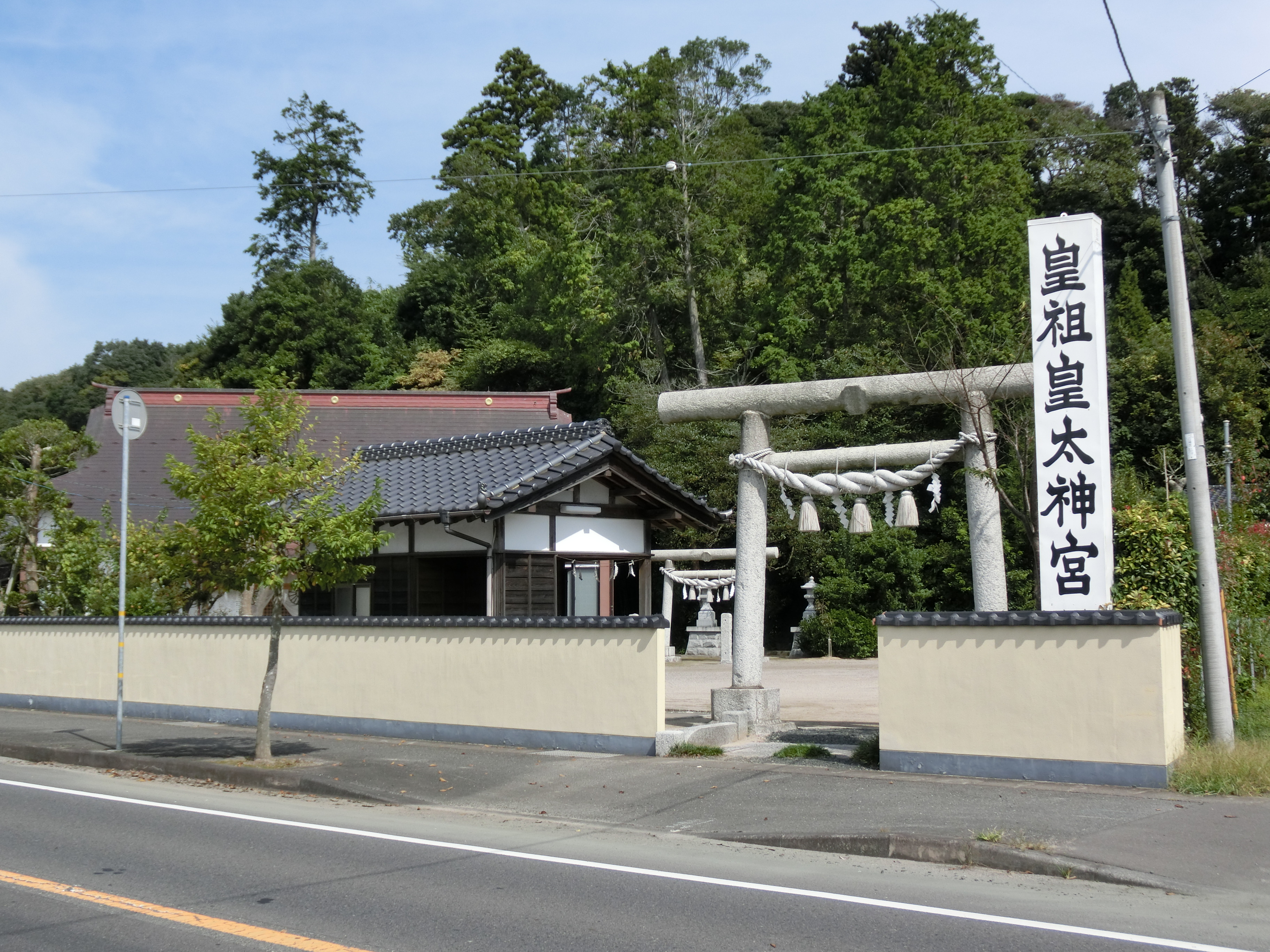
皇祖皇太神宮天津教本庁（2015年）

この時期、官憲が新興宗教に見せる態度も厳しくなっており、1935年（昭和10年）には第二次大本事件や天理教の検挙などがおこなわれていた。1936年（昭和11年）2月13日には、竹内およびその信徒である吉田兼吉が、伊勢神宮に対する不敬の容疑で逮捕された。これに次いで、天津教幹部および同伴知識人述べ14人が相次いで検挙されたものの、1937年（昭和12年）12月11日には竹内のみが不敬罪で起訴され、それ以外は起訴猶予処分となった。
第二次天津教事件において、竹内は自らの主導のもと「神宝」を偽造し、それを天津教の宣伝のために用いたとして、神宮不敬ならびに神嗣に対する公然不敬および文書偽造行使詐欺の容疑で起訴されたが、竹内はこれに対して鵜澤總明および神代文化研究所長の田多井四郎治を弁護人に立て、徹底抗戦した。水戸地方裁判所および控訴院の判決はいずれも有罪であったが、戦局の悪化にともない、政府に裁判継続の余裕がなくなった1944年（昭和19年）12月1日、最高裁は「この事件は裁判所の権限をこえた宗教上の問題である」と、竹内に対し無罪判決を言い渡した。永岡は、日本が国家総力戦をおこなっていたこの時代、「歴史と神話、合理と非合理の境目」がぼやけつつあったことも指摘している。
終戦後の1946年（昭和21年）、無罪となった竹内は「大日教」の名前で宗教法人を設立し、天津教を再始動させた。しかし、連合国軍最高司令官総司令部により同団体は団体等規正令第2条第3号（日本国が他のアジア人、インドネシア人又はマレー人の指導者であることを僭称する団体）に抵触すると判断された。GHQによる捜査がはじまったことを察知すると、竹内は1949年（昭和24年）9月14日、同団体を「天津巨」と改称し、教規・教義の一部を変更した。しかし、「同教の本質的性格よりみて、その名称、教規、教義等の変更はただその表面を糊塗するためのものであつて、同教の本質的性格の変更とは認められない」という理由から、1950年（昭和25年）1月16日に解散を命令された。秦郁彦は、「戦前、戦後の両度にわたり、時の権力に迫害されたのは天津教以外にはない」と論じる。とはいえ、竹内は1952年（昭和27年）に再び皇祖皇太神宮天津教を設立し、宗教活動を再開した。1965年（昭和41年）1月27日に死去した。

## 人物

### 私生活と家族
竹内巨麿の私生活に関する史料は、きわめて限定されている。天津教事件当時の新聞報道から、巨麿には義宮、昌子、頼弘、照宗、吉邦、なほ江の4男2女がいたことがわかっているが、いつ結婚したかといった情報も明らかではない。
義宮は自著『デハ話ソウ』の奥付によれば、1915年（大正4年）に磯原でうまれ、1937年（昭和12年）に日本大学を卒業したのち日本陸軍に入隊し、北満州のハイラルに配属されたのち、大連特務機関に所属したという。同機関長は1938年（昭和13年）より安江仙弘がつとめたが、同人物は先述した通り竹内文書の信奉者であった。安江の息子である弘夫の弁によれば、義宮の大連特務機関配属もまた、「安江大佐の配慮であったとのこと」である。当時、安江は大連特務機関においてユダヤ人の宥和政策に従事していた。その後、義宮は現地で貿易商になり、1946年（昭和21年）に帰還して巨麿の宗教活動に協力しようとするも、「GHQの追放処分のため出来ず、諸事業をなす」。1964年（昭和40年）より父を継ぎ、天津教の管長となる。1999年（平成11年）には、その長男である康裕が管長を継いだ。

### 人物像
永岡崇は、天津教には、教団を訪れた外部の研究者が宝物の拝観を求め、竹内がそれに応じて神宝を「発見」するという構図があるとする。永岡は「資料群の正当性を担保する参照先としての保持者という機能」を有する彼のことを「脱主体化する主体」と呼称し、これこそが指導者のカリスマに依拠する大本と、「明確な中心をもたず多焦点的に展開していった思想運動としての近代竹内文献という出来事」の分岐点であると論じている。
一方で、藤原はこうした観点に疑問を呈しており、天津教の気宇壮大な妄想は竹内自身の発案であり、また、竹内が酒井のために記した「モーゼの遺言と系図」に、自らの世界統一の正当性を主張する文言を書き加えていることなどから、彼は十分に能動的な主体として動いていたと述べている。連合国軍最高司令官総司令部民間情報教育局宗教文化資源課長であり、竹内を取り調べたウィリアム・バンスは、1950年（昭和25年）のメモで、彼の性格について「自由闊達、やや精神分裂症的、誇大妄想気味の人物」と記している。